# Флеминг, Роберт
Роберт Флеминг (англ. Robert Flemyng; 3 января 1912 — 22 мая 1995) — английский актёр кино, театра, радио и телевидения, а также актёр озвучивания. Наиболее известной является его роль профессора Бернарда Хичкока в фильме «Ужасная тайна доктора Хичкока» (1962).
Родился в Ливерпуле, графство Ланкашир, Англия.  Умер 22 мая 1995 года в Лондоне, Англия от пневмонии, в возрасте 83 лет.

## Избранная фильмография
- 1950 — Синяя лампа — сержант Робертс
- 1957 — Забавная мордашка — Поль Дюваль
- 1959 — Свидание вслепую — Брайан Льюис
- 1962 — Ужасная тайна доктора Хичкока — профессор Бернард Хичкок
- 1966 — Дело самоубийцы
- 1966 — Меморандум Квиллера
- 1969 — Битва за Британию
- 1972 — Молодой Уинстон
- 1978 — Прикосновение медузы — судья
- 1991 — Кафка
- 1993 — Страна теней — Клод Бёрд